# Tof Thissen

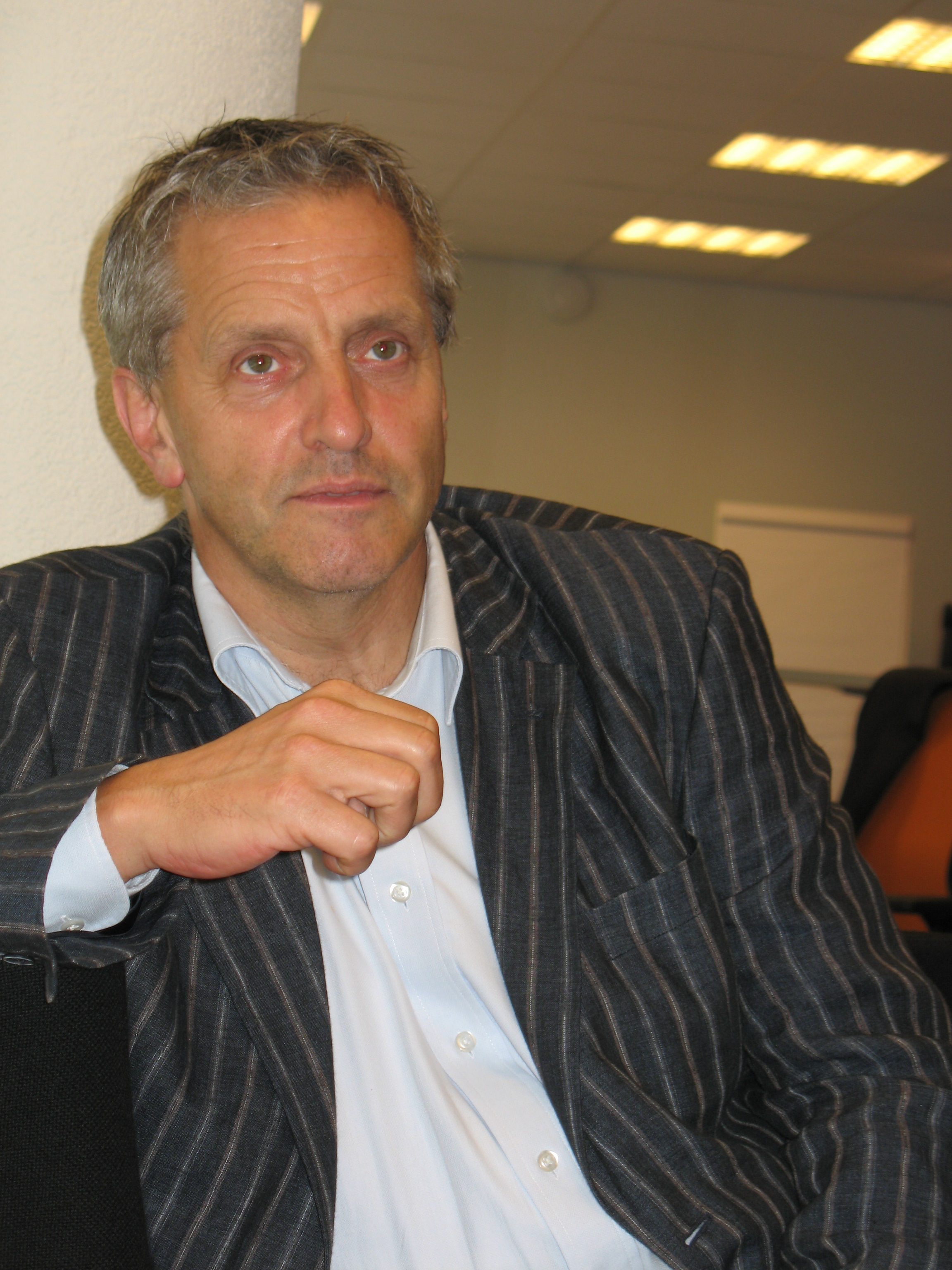
Tof Thissen

Tof Thissen (* 19. Mai 1957 in Roermond) ist ein niederländischer Politiker der Partei GroenLinks.

## Leben
Von 1976 bis 1977 war Thissen Mitglied der Partij van de Arbeid. 1977 wechselte Thissen zur Pacifistisch Socialistische Partij und wurde in der Friedensbewegung in den Niederlanden aktiv. Von 1977 bis 1982 studierte Thissen Theologie an der Höheren Schule für Theologie und Pastorat in Heerlen. Nebenbei war er ab 1986 bis 2002 im Stadtrat von Roermond tätig. Von 1987 bis 1990 studierte Thissen Theologie an der Radboud-Universität Nijmegen. Seit 1989 ist Thissen Mitglied der Partei GroenLinks. Thissen ist als Direktor des Kwaliteitsinstituut Nederlandse Gemeenten (KING) tätig. Thissen ist seit Oktober 2004 Senator in der Ersten Kammer der Generalstaaten und seit 2007 gleichzeitig Fraktionsvorsitzender der GroenLinks in der Ersten Kammer der Generalstaaten.